# Optant
Optant (łac. optans, optantis = wybierający) – osoba korzystająca z prawa do wyboru obywatelstwa.
Prawo wyboru przynależności państwowej udzielane jest traktatowo w przypadku aneksji, względnie cesji, pewnego terytorium. Optanci z reguły zachowują swe dobra ruchome i nieruchome, znajdujące się w państwie, z obywatelstwa którego zrezygnowali. Wyjeżdżając z kraju, mogą wywieźć dobra ruchome, które nie podlegają wówczas cłom ani innym opłatom.
Traktat wersalski z 28 czerwca 1919 r., co do ziem zaboru pruskiego i Górnego Śląska, przypadających Polsce, przyjmował fakt zamieszkania (domicile) za decydujący o utracie obywatelstwa niemieckiego i nabyciu polskiego (art. 91 tr. wer.). Według art. 91 traktatu wersalskiego, dotychczasowi poddani niemieccy, zamieszkali na ziemiach zwracanych Polsce przed 1 stycznia 1908 r., mogli optować na rzecz Niemiec, jeśli mieli ukończonych 18 lat i zgłosili swoją opcję w ciągu dwóch lat od wejścia w życie traktatu wersalskiego. Opcja męża obowiązywała żonę i dzieci do lat 18.
Traktat ryski między Polską a Rosją z 18 marca 1921 dawał prawo opcji poddanym byłego Imperium Rosyjskiego, mającym skończonych 18 lat, zapisanym do ksiąg stałej ludności byłego Królestwa Polskiego lub do miast i organizacji stanowych na kresach wschodnich, które znalazły się w granicach Polski, o ile w chwili ratyfikacji traktatu znajdowali się w Polsce – na rzecz Rosji lub Ukrainy; o ile znajdowali się na terenie Rosji lub Ukrainy – na rzecz Polski.
Oprócz tego mieli prawo optować na rzecz Polski ci, którzy udowodnili, że pochodzą od uczestników polskich walk o niepodległość (1830-1865), od osób, które nie dalej jak w trzecim pokoleniu zamieszkiwały dawną Rzeczpospolitą Polską, oraz że same wykazały swe przywiązanie do narodowości polskiej.
Wreszcie, zarówno według traktatu wersalskiego, jak i ryskiego, mogli optować na rzecz Polski Polacy, poddani niemieccy, względnie rosyjscy, którzy, w chwili wejścia w życie traktatów, nie zamieszkiwali na ziemiach zaboru pruskiego, względnie na ziemiach Polski lub Rosji, o ile nie nabyli innego, obcego obywatelstwa.